# Tim Henson
Timothy Landon Henson (Texas, 19 de noviembre de 1993) es un artista, guitarrista, productor y compositor estadounidense, conocido por ser fundador, compositor y guitarrista de la banda de rock instrumental Polyphia. Ha ganado reconocimiento internacional por su enfoque innovador en la guitarra eléctrica, fusionando géneros como el metal progresivo, hip hop, trap, R&B y música clásica.

## Biografía
Tim Henson nació y creció en Texas. Desde joven mostró interés por la música y comenzó a tocar la guitarra en su adolescencia. En sus primeros años, estuvo influenciado por géneros como el metalcore y el shred, aunque con el tiempo su estilo evolucionó hacia una mezcla más ecléctica y moderna.
En 2010 cofundó la banda Polyphia, junto a Scott LePage y otros músicos. El grupo ganó notoriedad en YouTube por sus interpretaciones técnicas y composiciones melódicas. Henson y LePage destacaron por ser guitarristas innovadores en el panorama moderno.

## Estilo musical
El estilo de Henson es reconocido por el virtuosismo que tiene como guitarrista. Incorpora técnicas como el tapping en sus riffs de guitarra. Además, sus influencias del trap, jazz, neoclásico y math rock son claras en su música. La producción de su música está orientada a una estética moderna, cercana a la música electrónica y urbana. Ha sido descrito como una evolución del virtuosismo hacia un estilo más centrado en la musicalidad, textura y ritmo[¿quién?].

## Impacto y legado
Tim Henson ha influido a una nueva generación de guitarristas gracias a su dominio técnico, su enfoque progresista del instrumento y su capacidad para fusionar géneros de manera orgánica. Es una figura prominente en la comunidad musical en línea, con millones de reproducciones en plataformas como YouTube, Spotify y TikTok.

## Discografía

### Polyphia

#### Álbumes de estudio
- Muse (2014)
- Renaissance (2016)
- New Levels New Devils (2018)
- Remember That You Will Die (2022)

#### EPs
- Inspire (2013)
- The Most Hated (2017)